# سار درخشان
سار درخشان (نام علمی: Aplonis metallica)، همچنین به عنوان سار متالیک شناخته می‌شود، پرنده‌ای از خانوادۀ ساران است که بومی جزایر ملوک، گینه نو، کوئینزلند و جزایر سلیمان است.

## نگارخانه

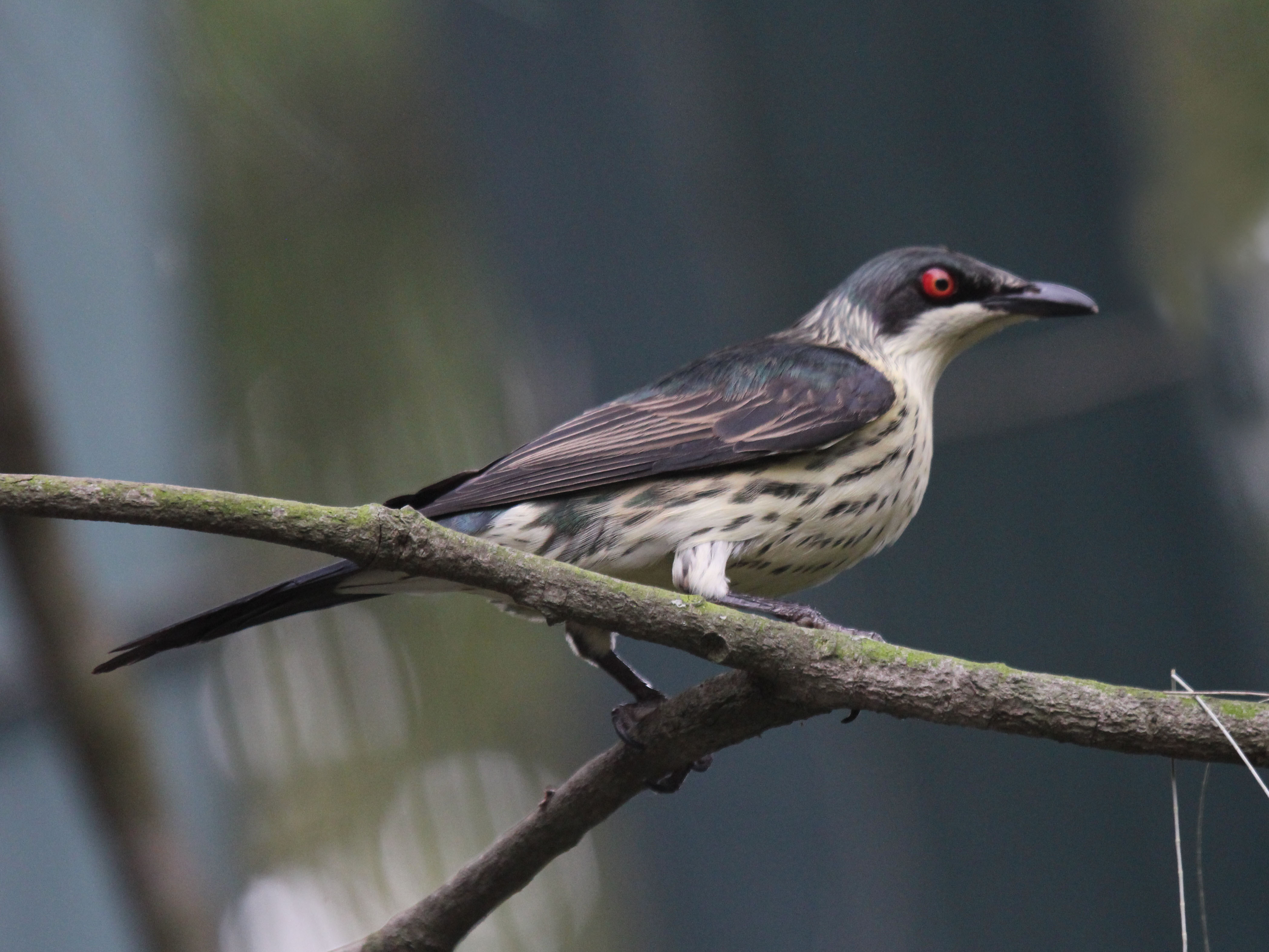
نابالغ در باغ وحش سن دیگو

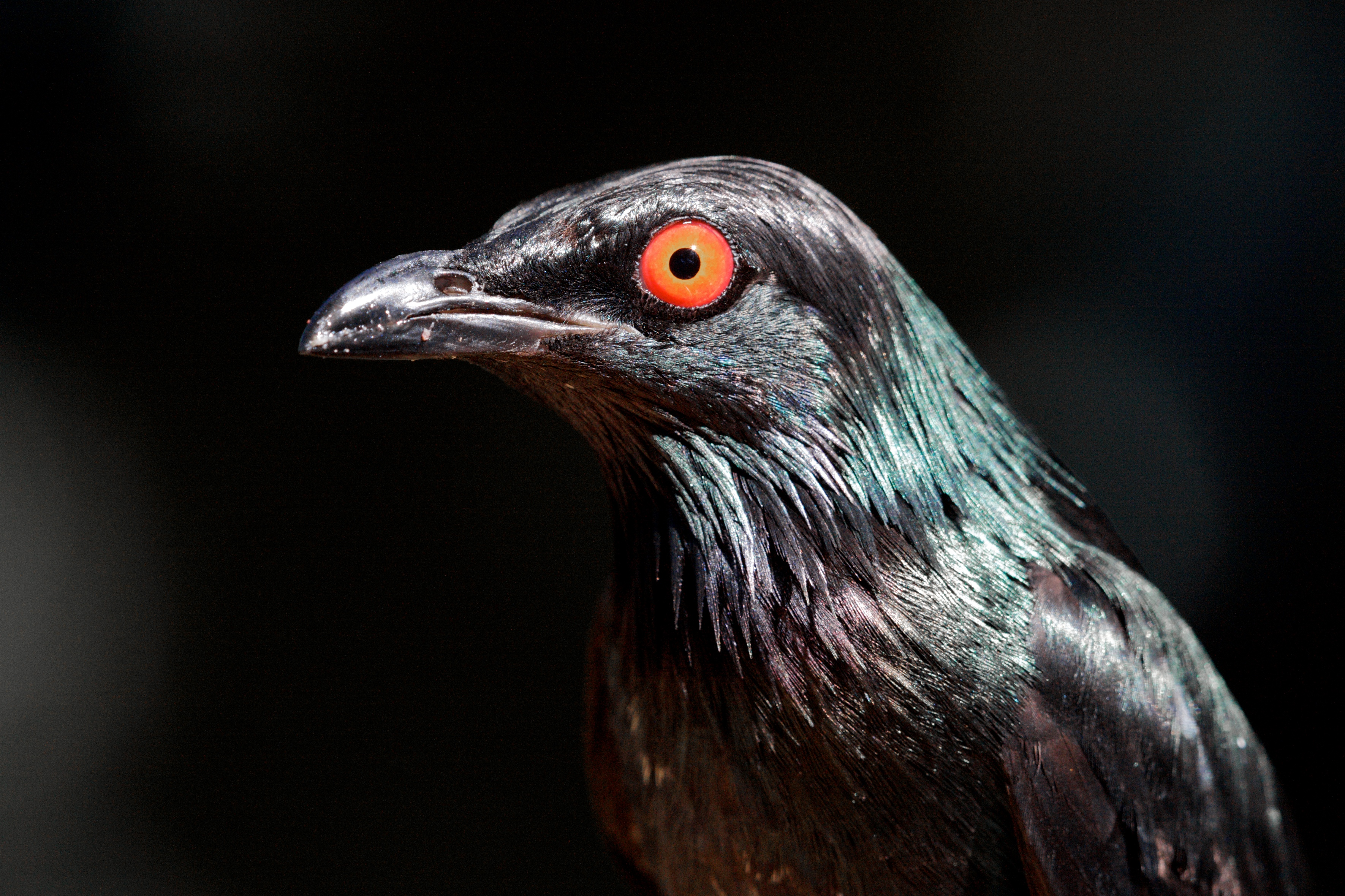
نر در باغ وحش سن دیگو ، کالیفرنیا، ایالات متحده